# VEB Umweltgestaltung und Bildende Kunst
Der VEB Umweltgestaltung und bildende Kunst war ein volkseigener Betrieb in der DDR. Er wurde mit Beschluss des Rates des Bezirks Potsdam am 12. Mai 1972 gegründet. In ihm ging u. a. das Büro für Territorialplanung des Bezirks auf. Dem Betrieb wurden die vormalige Potsdamer Genossenschaft Bildender Künstler Kunst der Zeit, die vorher in Volkseigentum überführt worden war, und die Ausstellungsgruppe beim Rat des Bezirks Potsdam angeschlossen. Die ab 1975 vorbereitete Eingliederung des VEB Kunstschmiede Neuruppin wurde nicht vollzogen.
Der Betrieb unterstand der Abteilung Kultur des Rates des Bezirks Potsdam und hatte seinen Sitz in Potsdam-Babelsberg.

## Aufgaben des Betriebs
Der Betrieb übte entsprechend den kulturpolitischen Vorgaben des DDR-Staats im damaligen Bezirk Potsdam wichtige kulturelle Funktionen aus.
Dazu gehörten insbesondere
- Territorial-, Landschafts- und Freiflächenplanung im Zusammenwirken insbesondere mit den Investoren und den Baukombinaten
- Herstellung individuell-künstlerischer und kunsthandwerklicher Arbeiten in eigenen Werkstätten für Druck, Keramik, Tischlerei und Drechslerei
- Vertrieb dieser Arbeiten
- Schaffung und Implementierung von Werken architekturbezogener Kunst
- Künstlerische Ausgestaltung von Gesellschaftsbauten
- Gestaltung von öffentlichen Parks und Gärten und kulturhistorisch bedeutsamen Bauten
- Vergabe von Aufträgen an freischaffende Künstler und Kunsthandwerker
- Ausrichtung und Gestaltung von Kunstausstellungen
- Erarbeitung und Gestaltung der Werbemittel und Kataloge etc. der Ausstellungen.

Der Betrieb unterhielt Kunstgalerien, in denen eine Vielzahl von Ausstellungen bildender Künstler vor allem aus der DDR stattfanden:
- in Potsdam-Babelsberg die Kleine Galerie im Keller
- in Potsdam die Staudenhofgalerie
- in Luckenwalde die Galerie im Zentrum
- in Brandenburg an der Havel die Galerie in der Steinstraße.

Der Betrieb war maßgeblich an der Konzeption und Realisierung bedeutender Neubauprojekte beteiligt. Dazu gehörten u. a. Wohngebiete in Potsdam, Brandenburg-Görden, Hennigsdorf-Nord und die Baumwollspinnerei Freundschaft im polnischen Zawiercie. Z. B. wurden für die Gestaltung des Potsdamer Wohngebiets Waldstadt II zweiunddreißig Künstler unter Vertrag genommen.
Einrichtungen mit analogen Aufgabenbereichen gab es auch in anderen Bezirken der DDR, u. a. das Büro für Bildende Kunst des Rates des Bezirks Dresden, den VEB Zentrum für künstlerische Werkstätten und bildende Kunst des Bezirkes Frankfurt (Oder) und das Zentrum Bildende Kunst Neubrandenburg.

## Auflösung ab 1990
Zum 30. April 1990 wurde die für architekturbezogene Kunst zuständige Abteilung I des Betriebs durch Beschluss des Rates des Bezirks aufgelöst. Zum 30. Juni 1990 wurde der gesamte Betrieb in eine GmbH Kunsthandwerk umgewandelt, die jedoch zum 31. Dezember 1992 aufgelöst wurde.
Der Dokumentenbestand des Betriebs befindet sich im Brandenburgischen Landeshauptarchiv.